# 2578 Saint-Exupéry
2578 Saint-Exupéry este un asteroid din centura principală, descoperit pe 2 noiembrie 1975, de Tamara Smirnova.

## Caracteristici
Asteroidul prezintă o orbită caracterizată de o semiaxă majoră egală cu 3,0023 u.a. și de o excentricitate de 0,0949, înclinată cu 10,57494° față de ecliptică.

## Denumirea asteroidului
Asteroidul a primit numele lui Antoine de Saint-Exupéry, aviator și scriitor francez cunoscut și ca „Poetul zburător”. Alegerea denumirii a fost explicată prin faptul că personajul cel mai cunoscut al lui Saint-Exupéry este „Micul Prinț”, care trăia pe un asteroid.
În carte, asteroidul Micului Prinț posedă un cod unic: B612. Denumirea provizorie a asteroidului 2578 Saint-Exupéry era 1975 VW3, care nu corespunde cu opera scriitorului. Totuși un alt asteroid denumit 46610 Bésixdouze (tradus în română: „46610 Beșasedoisprezece”) are denumirea micii planete a Micului Prinț. A fost denumit Bésixdouze, adică „B612”  în sistemul hexazecimal, care este echivalent cu 46610 în sistemul zecimal.